# Kopčianske slanisko
Kopčianske slanisko este o arie protejată (arie specială de conservare — SAC, sit de importanță comunitară — SCI) din Slovacia întinsă pe o suprafață de 8,7 ha, integral pe uscat.

## Localizare
Centrul sitului Kopčianske slanisko este situat la coordonatele 48°35′32″N 21°53′21″E / 48.592276°N 21.889161°E.

## Înființare
Situl Kopčianske slanisko a fost declarat sit de importanță comunitară în aprilie 2004 pentru a proteja 3 specii de animale. Situl a fost protejat și ca arie specială de conservare în martie 2004.

## Biodiversitate
Situată în ecoregiunea panonică, aria protejată conține 1 habitat natural: Pășuni continentale udate de apa mării.
La baza desemnării sitului se află mai multe specii protejate:
- păsări (2): șorecar încălțat (Buteo lagopus), vânturel de seară (Falco vespertinus)
- nevertebrate (1): fluturele purpuriu (Lycaena dispar)

Pe lângă speciile protejate, pe teritoriul sitului au mai fost identificate 10 specii de plante.